# Allenopithecus nigroviridis
Allenopithecus nigroviridis é um Macaco do Velho Mundo, pertencente ao gênero monotípico Allenopithecus. É semelhante aos macacos do gênero Cercopithecus, mas difere pela dentição e hábitos.

## Distribuição geográfica
Ocorre na bacia do rio Congo, na República do Congo e oeste da República Democrática do Congo.

## Descrição
Possui coloração cinzenta-esverdeada. A face é avermelhada com longos pelos nas bochechas. Possui uma fina membrana interdigital nos dedos das mãos e pés, que deve ser resultado de hábitos aquáticos. Tem entre 45 e 60 cm de comprimento, e a cauda possui cerca de 50 cm. Machos pesam mais de 6 kg, e são muito maiores do que as fêmeas, que pesam até 3,5 kg.

## Comportamento

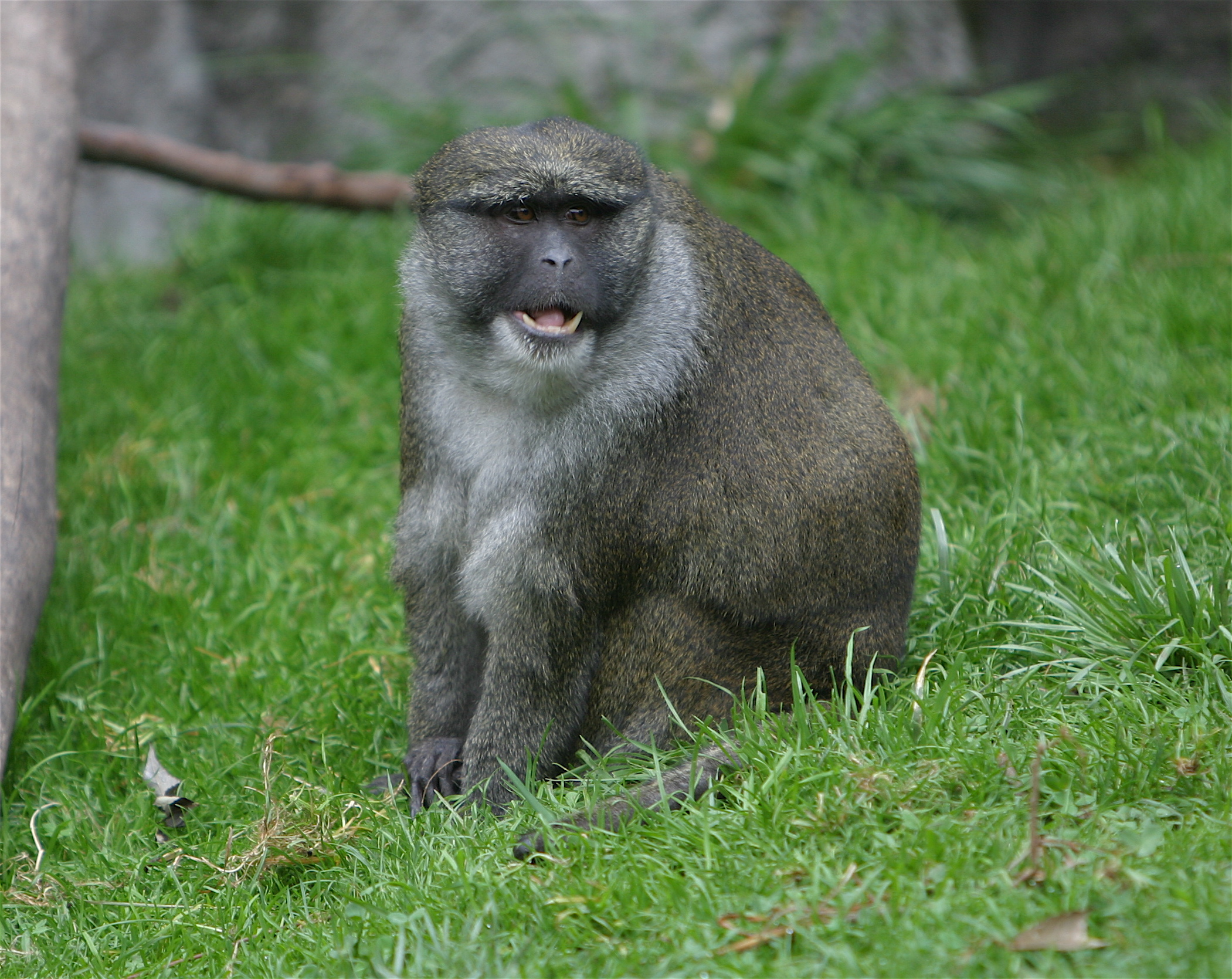
Adulto

É um animal diurno e regularmente forrageia no solo.Seus habitats são áreas pantanosas, e pode nadar bem, para evitar predadores. Vive em grupos de até 40 animais.
Sua dieta consiste de frutos e folhas, assim como de insetos.
Pouco é conhecido sobre o acasalamento dessa espécie. As fêmeas dão à luz a um filhote por vez, que é carregado até 3 meses de idade e alcança a maturidade sexual com cerca de 5 anos. Pode viver mais de 23 anos. Rapinantes, cobras e chimpanzés são predadores dessa espécie.